# Ятарамі
Ятарамі (Ятар-Амі) (*д/н — бл. 1764 до н. е.) — цар міста-держави Каркемиш близько 1766/1765—1764 років до н. е.

## Життєпис
Син царя Аплаганди. Посів трон близько 1766/1765 року до н. е. Визнав зверхність ямхадського царя Ярім-Ліма I. Ймовірно, намагаючись маневрувати між сильними сусідами, невдовзі визнав зверхність Зімрі-Ліма, царя Марі. Останній називає Ятарамі «улюбленим сином», що було тоді усталеним словосполученням вірного васала.
У 1764 році до н. е. за невідомих обставин Ятарамі помирає. Можливо його було повалено або отруєно братом Яхдул-Лімом, що посів трон Каркемиша.